# Supercoppa italiana 1998 (pallacanestro maschile)
La Supercoppa italiana 1998 fu la 4ª supercoppa italiana di pallacanestro maschile.
Anche nota come Trofeo Bison, fu vinta dalla Fortitudo Bologna contro i concittadini del Virtus Bologna.
Il trofeo è stato assegnato in una gara unica, disputata al PalaMalaguti di Casalecchio di Reno (BO) il 20 settembre 1998. Le squadre finaliste sono state quella dei campioni d'Italia in carica della Kinder Bologna, e della TeamSystem Bologna, vincitrice della Coppa Italia.
Per la prima volta la formazione della Fortitudo si aggiudica il trofeo, con il risultato finale di 66-59. Il titolo di MVP dell'incontro è stato assegnato al giocatore della Virtus Bologna Alessandro Abbio.

## Tabellino
| Arbitri: | Cazzaro (Venezia) Taurino (Modena) |

|                       |            |                      |
| Myers 19              | Punti      | 19 Abbio             |
| Mulaomerović, Myers 4 | Assist     | 1 Abbio, Crippa      |
| Damião 5              | Rimbalzi   | 6 Crippa, O'Sullivan |
| Skansi                | Allenatori | Messina              |